# Concert per a violí en la menor (Bach)
El Concert per a violí en la menor de Johann Sebastian Bach (BWV 1041) és un concert per a solista, amb el violí de protagonista. El Concert per a clavecí en sol menor, BWV 1058, és un arranjament d'aquest concert per a teclat (clavecí, piano).
S'estructura en tres moviments:
- Allegro moderato
- Andante (amb un tema ostinato)
- Allegro assai

1. Els motius del tema de l'Allegro moderato presenta canvis i combinacions que estan ben separades i que es van intensificant a mesura que progressa el moviment.
2. A l'andante Bach utilitza un patró insistent en el baix en part que es va repetint constantment al llarg del moviment. Centra la variació en les relacions harmòniques.
3. En el moviment final Bach utilitza figures de bariolage per a generar efectes acústics sorprenents.